# Hugo Hay
Hugo Hay (28 de marzo de 1997) es un deportista de Francia que compite en atletismo. Ganó una medalla de plata en el Campeonato Europeo de Atletismo Sub-23 de 2019, en la prueba de 5000 metros.